# Cône (algèbre linéaire)
Pour les articles homonymes, voir Cône.
En algèbre linéaire, un cône est une partie d'un espace vectoriel qui est stable par multiplication scalaire. C'est le cas de tout sous-espace vectoriel, mais aussi la réunion de lieux d'annulation de familles de polynômes homogènes, tel que l'ensemble des matrices diagonalisables ou des non-inversibles dans l'espace des matrices carrées.

## Propriétés
- L'ensemble des cônes est stable par union et intersection.
- Les cônes convexes d'un espace vectoriel réel sont ses sous-espaces vectoriels.
- Tout cône d'un espace vectoriel réel est en particulier un cône au sens de l'analyse convexe.